# VariCAD
VariCAD est un logiciel de conception assistée par ordinateur principalement destiné à la conception de construction mécanique. Il est disponible en environnement Windows et Linux.